# Луцій Дазумій Туллій Туск
лат. Луцій Дазумій Туллій Туск (Lucius Dasumius Tullius Tuscus; ? — після 152) — державний і військовий діяч часів Римської імперії, консул-суффект 152 року.

## Життєпис
Його рід Тулліїв та Дазуміїв був з роду homo novus зі Стеллатінової триби. Син Публія Дазумія Туллія Туска. Кар'єра відбулася за часи імператорів Адріана та Антоніна Пія.
Про молоді роки немає відомостей. Був триумвіром з відливання і карбування золотої, срібної і мідної монети, потім військовим трибуном IV Флавієвого легіону. За правління імператора Антоніна Пія обіймав посаду квестора. Слідом за цим був легатом у провінції Африка.
Надалі був народним трибуном, претором, префектом державної скарбниці. Як імператорський легат-пропретор керував провінціями Верхня Паннонія, потім Верхня Германія. Увійшов до колегій содаліт антонініани, содаліт адріан. У 146 році увійшов до колегії авгурів. Тоді ж став комітом імператора Антоніна Пія. У 152 році став консулом-суффектом разом з Луцієм Клавдієм Модестом. Про подальшу долю немає відомостей.